# 으아리속

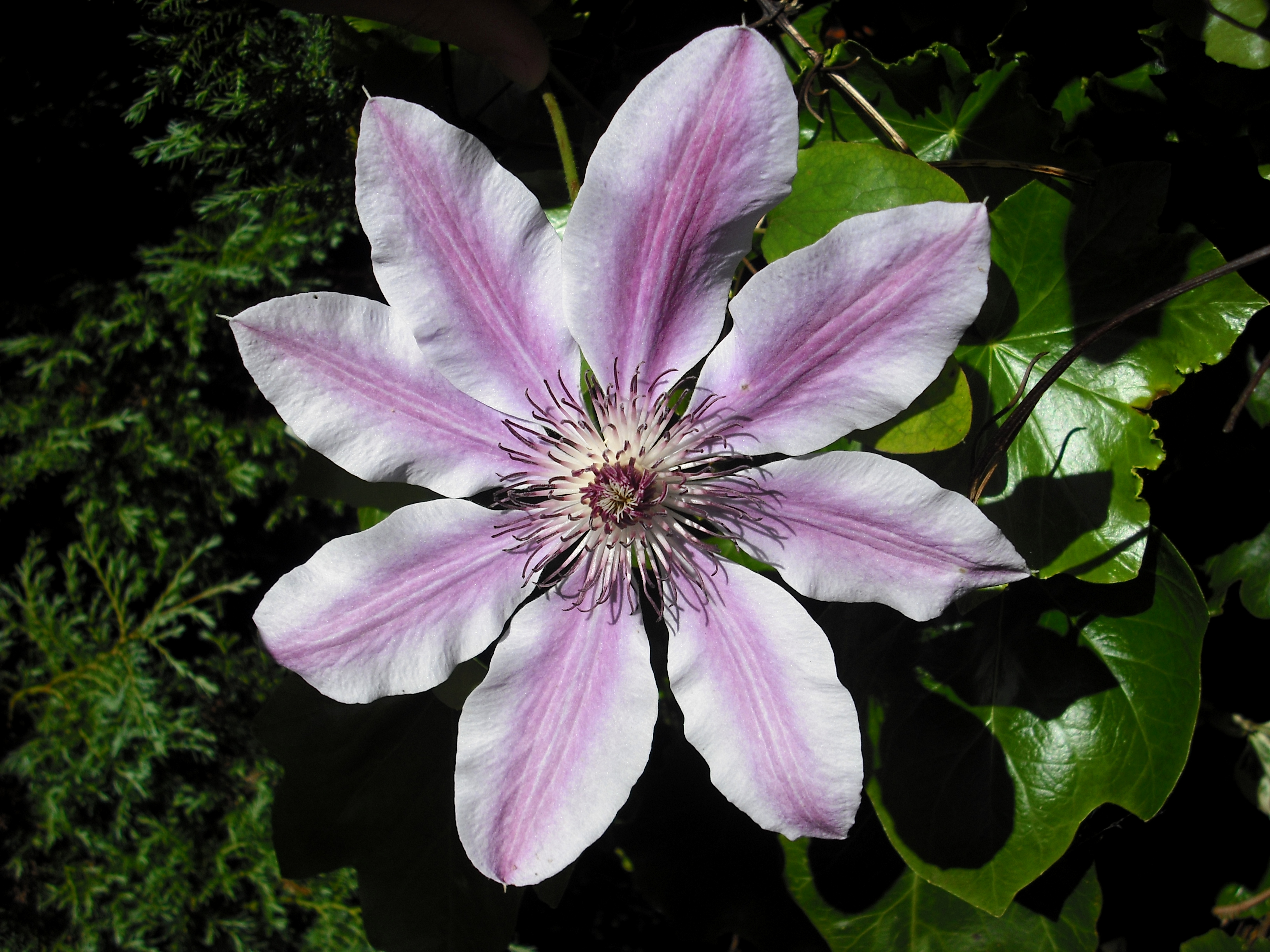

참으아리속 또는 클레머티스(clematis)는 미나리 아재비과인 미나리아재비과에 속하는 약 380종의 속이다. 이 속에 속하는 정원 잡종과 품종은 1862년부터 정원의 필수품인 클레머티스 '잭마니'(Clematis 'Jackmanii')로 시작하여 정원사들 사이에서 인기를 끌었다. 더 많은 품종이 지속적으로 생산되고 있다. 주로 중국과 일본이 기원이다.

## 종 예시
- 자주종덩굴(Clematis alpina (L.) Mill.)